# Сафронова, Наталья Андреевна
Наталья Андреевна Сафронова (с 2011 года — Молчанова; род. 6 февраля 1979, Красноярск) — российская волейболистка, доигровщица, серебряный призёр летних Олимпийских игр 2004 года в Афинах, чемпионка мира 2006 года, двукратная чемпионка Европы, заслуженный мастер спорта России.

## Биография
Наталья Сафронова пришла в волейбол в возрасте 8 лет, случайно познакомившись с детским тренером Зинаидой Ниловной Русаковой во время прогулки с отцом. Русаковой приглянулась высокая девочка, и вскоре она приняла Наталью и её старшую сестру Александру в спортивную секцию. Спустя три года Наталью на детских соревнованиях в Екатеринбурге приметили тренеры знаменитой «Уралочки». Волейболистка покинула Красноярск и в 15-летнем возрасте начала выступления за дубль базового клуба сборной России. В 1995—1997 годах она играла за юниорскую и молодёжную сборные страны, а в национальной сборной дебютировала на Гран-при 1997 года.
В сезоне-1998/99 Сафронова параллельно с выступлением за «Уралтрансбанк» играла в чемпионате Японии за «Джей-Ти» из Нисиномии и помогла этому клубу выйти из второго дивизиона в элиту японского волейбола. В 2001 году Наталья защищала цвета главной команды «Уралочки» в «Финале четырёх» Лиги чемпионов, проходившем в Нижнем Тагиле, и завоевала бронзовую медаль. В сезоне 2001—2002 годов Сафронова, выступавшая за «Аэрофлот-Малахит», стала одним из самых результативных игроков чемпионата России и со следующего сезона начала играть за «Уралочку».
В 2004 году Наталья поехала со сборной России на Олимпийские игры в Афины — первую Олимпиаду в своей жизни, однако в игре не провела ни минуты. Причиной этому стало намерение после Олимпиады уйти из «Уралочки», которую возглавляли тренеры сборной. Осенью 2004-го Наталья начала выступления за «Заречье-Одинцово». На протяжении четырёх сезонов она была безусловным лидером и одним из самых результативных игроков подмосковной команды. С «Заречьем» Наталья выиграла чемпионат и два Кубка России, играла в «Финалах четырёх» Лиги чемпионов и Кубка CEV.
В начале международного сезона 2005 года, когда волейболистки знакомились с новым главным тренером сборной Джованни Капрарой, Наталья Сафронова была выбрана капитаном сборной России. В том сезоне, а также на Гран-при 2006 года она фактически впервые в карьере была игроком стартового состава, но на ставшем триумфальным для сборной чемпионате мира в Японии в основном была запасной. За долгие годы выступлений за сборную Сафронова прекрасно проявила это умение — входить в игру со скамейки, включаться в борьбу и помогать команде в сложные минуты матча.
16 мая 2008 года Наталья Сафронова подписала контракт со столичным «Динамо», имея действующее до 2010 года соглашение с «Заречьем». 14 октября переход волейболистки в «Динамо» был утверждён решением Исполкома Всероссийской федерации волейбола, «Заречье» оспорило это решение в суде, предъявив Сафроновой иск на сумму свыше миллиона долларов. Окончательный вердикт по этому делу был вынесен только 18 февраля 2010 года, когда Верховный суд полностью отклонил иск со стороны «Заречья-Одинцово».
Тем временем Джованни Капрара не включил Сафронову в состав сборной России на Олимпиаду в Пекине. В 2009 году с «Динамо» Сафронова завоевала своё четвёртое золото чемпионата России и третье в карьере серебро Лиги чемпионов. Новый наставник сборной России Владимир Кузюткин вернул её экс-капитана в команду и опытнейшая волейболистка сыграла на Гран-при-2009 и чемпионате Европы в Польше.
3 декабря 2009 года во время тренировки «Динамо» Наталья Сафронова потеряла сознание. Врач Юрий Васильевич Мамаев принял решение не ждать прибытия скорой помощи, а самостоятельно отвезти её в медицинский центр академика Бронштейна, и возможно, этим он спас ей жизнь, потому что в той ситуации очень многое решало время, и ситуация развивалась стремительно. По словам врача, он сразу понял, что причина случившегося — нарушение кровообращения головного мозга. Из центра Бронштейна Наталья позднее была направлена в НИИ скорой помощи имени Склифосовского. В течение 18 дней спортсменка пребывала в состоянии комы. Для дальнейшего лечения и восстановления после инсульта Наталья была перевезена в реабилитационный центр в Кёльн. В мае 2010 года она прошла курс лучевой терапии, способствовавший некоторому улучшению состояния её здоровья.
С 19 по 26 мая 2010 года на сайте «Молоток.Ру» прошёл благотворительный аукцион в поддержку Натальи Сафроновой. На торги были выставлены игровые майки и мячи с автографами Екатерины Гамовой, Марии Перепёлкиной, Елены Годиной, Симоны Джоли, Наталии Гончаровой, Светланы Крючковой, Паулы и других игроков, а самым дорогим лотом стал рисунок слонёнка с волейбольным мячом в исполнении Екатерины Гамовой. Общая сумма собранных средств в итоге составила около 200 тысяч рублей.
2 июля 2010 года Наталья Сафронова вернулась из Кёльна в Москву и продолжила курс реабилитации в Федеральном медицинском биофизическом центре имени А. И. Бурназяна. В 2010 году в поддержку Сафроновой спортивное агентство «Волей Сервис» организовало благотворительную акцию «Наташка, возвращайся!». В декабре 2011 года агентством «Юниверсум» начата акция «Добро возвращается» с участием Любови Соколовой, Екатерины Гамовой, Татьяны Кошелевой, Наталии Гончаровой.
14 ноября 2010 года после победы на чемпионате мира в Японии российские волейболистки признались, что посвящают её Наталье Сафроновой.
В апреле 2013 года Президиум Центрального совета общества «Динамо» наградил Наталью Сафронову почётным знаком «За спортивное мужество».

## Достижения

### Со сборной России
- Серебряный призёр Олимпийских игр (2004).
- Чемпионка мира (2006), бронзовый призёр чемпионатов мира (1998, 2002).
- 2-кратная чемпионка Европы (1997, 1999), бронзовый призёр чемпионатов Европы (2005, 2007).
- 3-кратная победительница турниров Гран-при (1997, 1999, 2002), серебряный призёр турниров Гран-при (1998, 2003, 2006, 2009).
- Серебряный призёр Кубка мира (1999).
- Победительница Всемирного Кубка чемпионов (1997), серебряный призёр (2001).

### С юниорской и молодёжной сборными России
- Серебряный призёр чемпионата мира среди девушек (1995).
- Чемпионка Европы среди девушек (1995).
- Чемпионка мира среди молодёжных команд (1997), бронзовый призёр чемпионата мира среди молодёжных команд (1995).
- Серебряный призёр чемпионата Европы среди молодёжных команд (1996).

### С клубами
- 4-кратная чемпионка России (2002/03, 2003/04, 2007/08, 2008/09), серебряный (1997/98, 1998/99, 1999/00, 2001/02, 2005/06) и бронзовый (1994/95, 1995/96, 1996/97, 2000/01) призёр чемпионатов России.
- 2-кратная обладательница Кубка России (2006, 2007).
- Финалистка Кубка Европейской конфедерации волейбола (2006/07).
- Финалистка Лиги чемпионов (2002/03, 2007/08, 2008/09), бронзовый призёр Лиги чемпионов (2000/01).

### Индивидуальные призы
- Лучшая нападающая «Финала четырёх» Лиги чемпионов (2002/03).
- Лучшая нападающая «Финала четырёх» Кубка России (2006).

## Личная жизнь
В 2004 году Наталья Сафронова окончила Уральский государственный педагогический университет. В 2011 году вышла замуж за Сергея Молчанова.